# Economia do Alasca

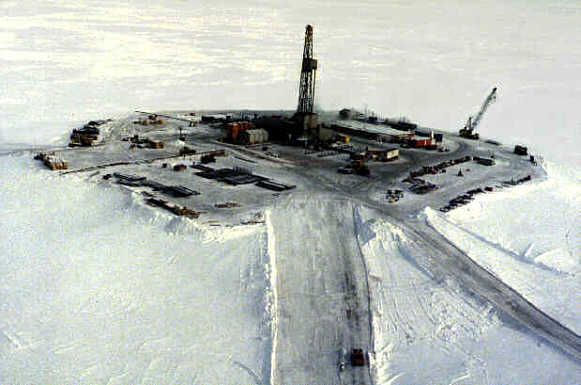
A extração de petróleo é atualmente a principal fonte de renda do Alasca.

A Economia do Alasca, um estado norte-americano dos Estados Unidos, é baseada principalmente na extração de petróleo e gás natural. Representa mais de 80% das receitas do Estado, fazendo do Alasca o maior produtor de petróleo nos Estados Unidos. Entretanto, o principal produto de exportação (exceto petróleo e gás natural) é o pescado, especialmente frutos do mar, como o salmão, bacalhau, pollock e caranguejo.
A agricultura representa apenas uma fração da economia do Alasca. A produção agrícola é principalmente para consumo do próprio estado e inclui viveiro, produtos lácteos, vegetais e animais. A fabricação é limitada, com a maioria dos produtos alimentares e outros bens importados de outros lugares.
O emprego gerado é principalmente no governo e indústrias especializadas na extração de recursos naturais, na navegação e transporte. As bases militares são um componente significativo da economia. Subsídios federais também são uma parte importante da economia, permitindo para o estado manter os impostos baixos. Suas exportações no geral, incluem o petróleo bruto, gás natural, carvão, ouro, metais preciosos, zinco e outros produtos de mineração, frutos do mar e madeira. Há também um relevante aumento do setor de turismo, com a participação cada vez mais ativa de turistas na economia.
O Produto interno bruto (PIB) do Alasca em 2010 foi de 49,2 bilhões de dólares. A renda per capita do estado, por sua vez, foi de 44 174 dólares, o terceiro maior do país.